# Aloe aufensis
Aloe aufensis ist eine Pflanzenart der Gattung der Aloen in der Unterfamilie der Affodillgewächse (Asphodeloideae). Das Artepitheton aufensis verweist auf das Vorkommen der Art auf dem Berg Jebel Auf in Saudi-Arabien.

## Beschreibung

### Vegetative Merkmale
Aloe aufensis wächst stammlos und einzeln. Die etwa 20 ausgebreiteten, lanzettlichen Laubblätter bilden Rosetten. Die hellgrüne Blattspreite ist 50 Zentimeter lang und 14 Zentimeter breit. Die weißen, braun gespitzten Zähne am Blattrand sind 4 Millimeter lang und stehen 13 bis 22 Millimeter voneinander entfernt. Der Blattsaft ist orangegelb. Er trocknet gelblich braun.

### Blütenstände und Blüten
Der aufrechte Blütenstand besteht aus bis zu fünf Zweigen und erreicht eine Länge von bis zu 130 Zentimeter. Die dichten, zylindrischen Trauben sind 60 bis 70 Zentimeter lang. Die weißen Brakteen weisen eine Länge von 23 Millimeter auf und sind 5 bis 7 Millimeter breit. Die keulenförmigen, orangefarbenen Blüte besitzen eine gelbe Mündung und stehen an dunkelgrünen, wachsbedeckten, 8 bis 9 Millimeter langen Blütenstielen. Die Blüten sind 35 bis 40 Millimeter lang. An ihrer breitesten Stelle weisen die Blüten einen Durchmesser von 10 Millimeter auf. Ihre äußeren Perigonblätter sind auf einer Länge von 24 bis 27 Millimetern nicht miteinander verwachsen. Die gelben Staubblätter ragen 12 bis 13 Millimeter und der Griffel ragt 10 Millimeter aus der Blüte heraus.

## Systematik und Verbreitung
Aloe aufensis ist in Saudi-Arabien auf dem Gipfel des Berges Jebel Auf in Höhen von 2000 Metern in einem Gebiet mit sehr hohen Sommertemperaturen verbreitet.
Die Erstbeschreibung durch Thomas A. McCoy wurde 2007 veröffentlicht.

## Nachweise